# Ligamento calcaneocuboideo plantar
El ligamento calcaneonavicular plantar (también conocido como ligamento de resorte o complejo de ligamentos de resorte) es un complejo de tres ligamentos en la parte inferior del pie que conecta el calcáneo con el hueso navicular.

## Estructura
El complejo ligamentoso calcaneonavicular plantar es una banda ancha y gruesa con tres ligamentos constitutivos. Estos conectan el margen anterior del sustentaculum tali del calcáneo con la superficie plantar del hueso navicular. Sus componentes individuales son el:
- ligamento calcaneonavicular superomedial.[2]
- ligamento oblicuo medioplantar.[2]
- ligamento calcaneonavicular inferior.[2]

Estos componentes del ligamento se unen a diferentes partes del hueso navicular.
El componente dorsal o superomedial del ligamento presenta una faceta fibrocartilaginosa, revestida por la membrana sinovial, sobre la que se apoya una parte de la cabeza del astrágalo. Su superficie plantar, formada por los ligamentos intermedios y laterales, se apoya en el tendón del tibial posterior; su borde medial se funde con la parte anterior del ligamento deltoideo de la articulación del tobillo.

## Función
Este complejo ligamentoso no sólo sirve para conectar el calcáneo y el hueso navicular, sino que sostiene la cabeza del talus, formando parte de la cavidad articular en la que se recibe. Ayuda a mantener el arco longitudinal medial del pie. Al dar soporte a la cabeza del astrágalo, soporta la mayor parte del peso corporal en un pie de funcionamiento normal.

## Importancia clínica
Un esguince del ligamento calcaneonavicular plantar puede dar lugar a una deformidad del pie plano, que puede afectar a la movilidad.